# Noci
Noci is een gemeente in de Italiaanse provincie Bari (regio Apulië) en telt 19.501 inwoners (31-12-2004). De oppervlakte bedraagt 148,8 km², de bevolkingsdichtheid is 131 inwoners per km².
De volgende frazioni maken deel uit van de gemeente: Lamadacqua.

## Demografie
Noci telt ongeveer 6828 huishoudens. Het aantal inwoners steeg in de periode 1991-2001 met 2,0% volgens cijfers uit de tienjaarlijkse volkstellingen van ISTAT.
| Jaar | Inwoneraantal |
| ---- | ------------- |
| 1991 | 19.176        |
| 2001 | 19.564        |

## Geografie
De gemeente ligt op ongeveer 424 meter boven zeeniveau.
Noci grenst aan de volgende gemeenten: Alberobello, Castellana Grotte, Gioia del Colle, Mottola (TA), Putignano.